# Alona (conseil régional)
Le conseil régional d'Alona, en hébreu : מועצה אזורית אלונה, en Israël, regroupe trois moshavs : Amikam (en), Aviel (en) et Givat Nili (en). Il fait partie du district de Haïfa. Le siège du conseil régional est situé à Amikam. Le conseil régional comprend 2 200 résidents, en 2014.

## Source de la traduction
- (en) Cet article est partiellement ou en totalité issu de l’article de Wikipédia en anglais intitulé « Alona Regional Council » (voir la liste des auteurs).